# Premio World Press Photo of the Year

Logo del World Press Photo of the Year.

El premio World Press Photo of the Year se entrega en la ceremonia de los premios de la fundación holandesa World Press Photo a una fotografía realizada el año anterior. Aunque está dotado de 10 000€ es un premio con gran prestigio en los medios periodísticos.
Se entrega a la mejor fotografía que no sea solo una imagen del fotoperiodismo del año sino que sea representativa ante un hecho de gran importancia periodística, demostrando un excelente nivel de percepción visual y creatividad.

## Lista de premiados
A continuación se presentan los ganadores e información sobre sus fotografías.
| Año  | Fotógrafo                | Tema                                                          | Descripción | Enlace                   |
| ---- | ------------------------ | ------------------------------------------------------------- | --- | ------------------------ |
| 1955 | Mogens von Haven         | Motociclismo                                                  | El 28 de agosto de 1955 en el Volk Mølle Racetrack en Randers, Dinamarca, un motociclista se estrella durante la competición. | Foto                     |
| 1956 | Helmuth Pirath           | Segunda Guerra Mundial                                        | Prisionero alemán de la Segunda Guerra Mundial se reúne con su hija a la que no había visto en su infancia. | Foto                     |
| 1957 | Douglas Martin           | Segregación racial en Estados Unidos                          | En un clima de violencia Dorothy Counts se convierte en una de las primeras estudiantes afroamericanas en el Harry Harding High School, donde la segregación racial ya no se practicaba. | Foto                     |
| 1958 | No se entregó el premio. | No se entregó el premio.                                      | No se entregó el premio. | No se entregó el premio. |
| 1959 | Stanislav Tereba         | Fútbol                                                        | Durante un partido de fútbol entre el Sparta de Praga y el Červená Hvězda Bratislava, el portero Miroslav Čtvrtníček se dispone a sacar de puerta bajo la lluvia. | Foto                     |
| 1960 | No se entregó el premio. | No se entregó el premio.                                      | No se entregó el premio. | No se entregó el premio. |
| 1961 | Yasushi Nagao            | Asesinato de Inejiro Asanuma                                  | El 12 de octubre de 1960 el ultraderechista de 17 años Otoya Yamaguchi mata al político socialista Inejiro Asanuma con una espada en un mitin en Tokio. | Foto                     |
| 1962 | Héctor Rondón Lovera     | Rebelión de El Porteñazo en Venezuela                         | Durante el El Porteñazo, un levantamiento de la guerrilla venezolana de las Fuerzas Armadas de Liberación Nacional, un soldado moribundo se aferra a un sacerdote entre el fuego de francotiradores. | Foto                     |
| 1963 | Malcolm Browne           | Supresión del budismo en Vietnam                              | El monje vietnamita Thich Quang Duc se inmola en protesta de las persecuciones de budistas realizada por el presidente Ngo Dinh Diem. | Foto                     |
| 1964 | Donald McCullin          | Conflicto de Chipre                                           | Una mujer turca llora a su marido muerto, víctima de la guerra civil griega de Turquía. | Foto                     |
| 1965 | Kyoichi Sawada           | Guerra de Vietnam                                             | Una madre y sus hijos vadean el río en Loc Thuong para escapar de los bombardeos de las tropas de Estados Unidos. | Foto                     |
| 1966 | Kyoichi Sawada           | Guerra de Vietnam                                             | El 24 de febrero de 1966 un blindado M113 estadounidense arrastra el cuerpo de un soldado del Vietcong antes de ser enterrado. | Foto                     |
| 1967 | Co Rentmeester           | Guerra de Vietnam                                             | El comandante de un Patton M48 mira a través de sus prismáticos. Esta fue la primera fotografía en color que ganó el premio. | Foto                     |
| 1968 | Eddie Adams              | Guerra de Vietnam                                             | El 1 de febrero de 1968 el jefe de la policía de Vietnam del Sur Nguyen Ngoc Loan ejecuta sumariamente al prisionero vietcong Nguyen Van Lem en una calle de Saigón de un disparo en la cabeza. | Foto                     |
| 1969 | Hanns-Jörg Anders        | Conflicto de Irlanda del Norte                                | Un católico irlandés con máscara de gas se encuentra delante de un muro con el grafiti queremos la paz, momentos antes del lanzamiento de gases lacrimógenos por las tropas británicas. | Foto                     |
| 1970 | No se entregó el premio. | No se entregó el premio.                                      | No se entregó el premio. | No se entregó el premio. |
| 1971 | No se entregó el premio  | No se entregó el premio                                       | No se entregó el premio | No se entregó el premio  |
| 1972 | Wolfgang Peter Geller    | Robo a un banco en Saarbrücken                                | Después del atraco tiene lugar un tiroteo entre la policía y los ladrones. | Foto                     |
| 1973 | Nick Út                  | Guerra de Vietnam                                             | Phan Thị Kim Phúc y otros niños huyen con quemaduras graves causadas por napalm lanzado por aviones de Vietnam del Sur. | Foto                     |
| 1974 | Orlando Lagos            | Golpe de Estado en Chile de 1973                              | El 11 de septiembre de 1973 el presidente Salvador Allende aparece poco antes de su muerte en el palacio presidencial de La Moneda durante el golpe militar del general Pinochet. La identidad de Lagos como el fotógrafo no fue revelada hasta febrero de 2007, un mes después de su muerte.                  | Foto                     |
| 1975 | Ovie Carter              | Hambruna en Níger                                             | Un niño pequeño sufre durante una sequía en Níger. | Foto                     |
| 1976 | Stanley Forman           | Incendio                                                      | Durante un incendio en un edificio de apartamentos de Boston una mujer cae con su hija. La mujer murió al chocar con el suelo. | Foto                     |
| 1977 | Françoise Demulder       | Guerra Civil Libanesa                                         | En enero de 1976, un grupo de refugiados palestinos huye de la masacre de Karantina (Beirut), durante la guerra civil libanesa. | Foto                     |
| 1978 | Leslie Hammond           | Apartheid en Sudáfrica                                        | La policía sudafricana lanza gases lacrimógenos a un grupo de manifestantes en Modderdam cerca de Ciudad del Cabo. | Foto                     |
| 1979 | Sadayuki Mikami          | Aeropuerto Internacional de Narita                            | Tras años de protestas por parte de la población contra la construcción del aeropuerto de Narita de Tokio éste está preparado para abrirse cuando el 26 de marzo de 1978 estallan graves enfrentamientos entre manifestantes y la policía.                                                                     | Foto                     |
| 1980 | David Burnett            | Caída de los jemeres rojos en Camboya                         | En noviembre de 1979 en un campo de refugiados de Sa Keo cerca de la frontera entre Tailandia y Camboya, una mujer sostiene a su hijo en brazos. | Foto                     |
| 1981 | Mike Wells               | Hambruna en Karamoja, Uganda                                  | En abril de 1980 un misionero sostiene la mano de un niño que se muere de hambre en el noreste de Uganda. | Foto                     |
| 1982 | Manuel Pérez Barriopedro | Golpe de Estado en España de 1981                             | El 23 de febrero de 1981 el teniente coronel Antonio Tejero habla con un arma en la mano a los diputados del Congreso que mantenía secuestrados. | Foto                     |
| 1983 | Robin Moyer              | Guerra del Líbano de 1982                                     | El 18 de septiembre de 1982 varios cadáveres de palestinos se encuentran en la calle, son las secuelas de la masacre de Sabra y Chatila realizada por las milicias falangistas. | Foto                     |
| 1984 | Mustafa Bozdemir         | Terremoto en Turquía                                          | El 30 de octubre de 1983, después de un devastador terremoto en las cercanías de Erzurum y Kars, Kezban Özer encuentra a sus cinco hijos enterrados vivos. | Foto                     |
| 1985 | Pablo Bartholomew        | Desastre en Bhopal                                            | El cuerpo enterrado de un niño, muerto en un accidente químico en la planta de la empresa química estadounidense Union Carbide Corporation. | Foto                     |
| 1986 | Frank Fournier           | Omayra Sánchez                                                | Sánchez, víctima de la erupción volcánica de Armero murió después de estar atrapada en un agujero de barro durante 60 horas. | Foto                     |
| 1987 | / Alon Reininger         | sida                                                          | El paciente estadounidense Ken Meeks se sienta en una silla de ruedas. En los brazos tiene numerosas lesiones causadas por el sarcoma de Kaposi. | Foto                     |
| 1988 | Anthony Suau             | Elecciones en Corea del Sur                                   | El 18 de diciembre de 1987 una madre desesperada en Kuro (Corea del Sur) se apoya en el escudo de un policía antidisturbios y pide clemencia para su hijo detenido durante una manifestación. Después de las elecciones de noviembre hubo protestas contra el gobierno al que se acusó de fraude electoral.    | Foto                     |
| 1989 | David Turnley            | Terremoto en Armenia                                          | Boris Abgarzian vela a su hijo de 17 años víctima del terremoto de Armenia, en la ciudad de Leninakan. | Foto                     |
| 1990 | Charlie Cole             | Protestas de la Plaza de Tian'anmen de 1989                   | Un manifestante detiene a un grupo de carros de combate durante las protestas de la Plaza de Tiananmen de 1989 que acabaron en masacre. | Foto                     |
| 1991 | Georges Merillon         | Conflicto de Kosovo                                           | La familia de Nashim Elshani hace duelo alrededor de su lecho de muerte ya que fue asesinado mientras protestaba por la autonomía de Kosovo. | Foto                     |
| 1992 | David Turnley            | Guerra del Golfo                                              | El sargento estadounidense Ken Kozakiewicz de luto por la muerte del soldado Andy Alaniz asesinado por fuego amigo. | Foto                     |
| 1993 | James Nachtwey           | Hambruna en Somalia                                           | Una madre somalí levanta el cuerpo de su hijo muerto por malnutrición. | Foto                     |
| 1994 | Larry Towell             | Territorios Palestinos                                        | Niños palestinos levantan sus pistolas de juguete al aire. | Foto                     |
| 1995 | James Nachtwey           | Genocidio en Ruanda                                           | Hombre hutu mutilado por otros hutus de la milicia Interahamwe al sospechar que simpatizaba con los rebeldes tutsis. | Foto                     |
| 1996 | Lucian Perkins           | Primera Guerra Chechena                                       | Un niño se asoma desde un autobús repleto de refugiados que huyen de los combates cerca de Shali, Chechenia. | Foto                     |
| 1997 | Francesco Zizola         | Guerra civil de Angola                                        | Víctimas mientras jugaban de una mina terrestre en la ciudad angoleña de Kuito. | Foto                     |
| 1998 | , Hocine Zaourar         | Llanto por las víctimas de la masacre                         | Una mujer llora a las víctimas de una masacre en Bentalha, Argelia. | Foto                     |
| 1999 | Dayna Smith              | Conflicto de Kosovo                                           | Familiares y amigos tratan de consolar a la viuda de un combatiente del Ejército de Liberación de Kosovo muerto de un disparo mientras patrullaba el día anterior. | Foto                     |
| 2000 | Claus Bjørn Larsen       | Guerra de Kosovo                                              | Un refugiado albanés de Kosovo camina herido por las calles de Kukës, Albania. | Foto                     |
| 2001 | Lara Jo Regan            | Inmigración en los Estados Unidos                             | Un inmigrante mexicano trabaja para alimentar a sus hijos. | Foto                     |
| 2002 | Erik Refner              | Refugiados en la Guerra de Afganistán                         | El cuerpo de un niño afgano preparado para su entierro en el campamento de refugiados de Jalozai. | Foto                     |
| 2003 | / Eric Grigorian         | Terremoto en Irán                                             | Un niño sujeta los pantalones de su padre muerto en el terremoto del 23 de junio de 2002. | Foto                     |
| 2004 | Jean-Marc Bouju          | Guerra de Irak                                                | Un prisionero iraquí con una capucha en la cabeza acurruca a su hijo en un centro de acogida. | Foto                     |
| 2005 | Arko Datta               | Terremoto del océano Índico de 2004                           | Dos días después del tsunami una mujer india desesperada llora a un familiar muerto en Cuddalore, Tamil Nadu. | Foto                     |
| 2006 | Finbarr O'Reilly         | Hambruna a causa de la sequía en Níger                        | Una madre y su hijo esperan alimentos en un centro de emergencia de Tahoua en Níger. | Foto                     |
| 2007 | Spencer Platt            | Guerra del Líbano de 2006                                     | Cinco jóvenes libaneses pasean en un descapotable entre los escombros de un bombardeo al sur de Beirut. | Foto                     |
| 2008 | Tim Hetherington         | Guerra de Afganistán                                          | Un soldado estadounidense agotado se apoya contra una pared y se echa una mano a la cabeza. | Foto                     |
| 2009 | Anthony Suau             | Crisis de las hipotecas subprime                              | Un policía armado entra en una casa tras el desalojo de los residentes como resultado de la ejecución de la hipoteca. | Foto                     |
| 2010 | Pietro Masturzo          | Elecciones presidenciales de Irán de 2009                     | Una mujer iraní gritando desde un tejado en Teherán en protesta contra el resultado de las elecciones presidenciales en 2009. | Foto                     |
| 2011 | Jodi Bieber              | Trato talibán a la mujer                                      | Joven afgana de 18 años que abandonó a su marido por violencia intrafamiliar fue mutilada por su esposo, el cual le cortó la nariz y las orejas por exigencia de los talibanes que reclamaban un castigo. | Foto                     |
| 2012 | Samuel Aranda            | Protestas en Yemen de 2011                                    | Una mujer sostiene a un familiar herido en sus brazos, dentro de una mezquita utilizada como hospital de campaña por los manifestantes contra el régimen de Ali Abdullah Saleh, durante los enfrentamientos en Saná el 15 de octubre de 2011.                                                                  | Foto                     |
| 2013 | Paul Hansen              | Entierro en Gaza                                              | Suhaib Hijazi y su hermano Muhammad murieron cuando un misil israelí destruyó su casa en Gaza el 20 de noviembre de 2012. Sus tíos paternos los llevaron a la mezquita para la ceremonia de entierro. | Foto                     |
| 2014 | John Stanmeyer           | Migrantes africanos                                           | Migrantes en la orilla de la ciudad de Yibuti levantan sus teléfonos celulares, en un intento de capturar señal gratuita de la vecina Somalia. | Foto                     |
| 2015 | Mads Nissen              | LGBT en Rusia                                                 | Una pareja gay comparte momentos íntimos en San Petersburgo. | Foto                     |
| 2016 | Warren Richardson        | Crisis migratoria de 2015 en Europa                           | Una imagen nocturna que muestra como un hombre pasa a un bebé a través de una alambrada en la frontera entre Horgoš (Serbia) y Röszke (Hungría). | Foto                     |
| 2017 | Burhan Ozbilici          | Asesinato de Andréi Kárlov                                    | El guardaespalda Mevlüt Mert Altıntaş, alzando su brazo con el arma con la cual dio muerte al embajador de Rusia en Turquía, Andrey Karlov, mientras yacía herido en el suelo. | Foto                     |
| 2018 | Ronaldo Schemidt         | Crisis en Venezuela                                           | José Víctor Salazar Balza encendido en fuego durante unas protestas contra el presidente Nicolás Maduro en Caracas, Venezuela, 2017. | Foto                     |
| 2019 | John Moore               | Emigración hacia Estados Unidos: Niña llorando en la frontera | La niña hondureña Yanela Sánchez llora cuando su madre es detenida por la policía de fronteras en McAllen en Texas (12 de junio de 2018). | Foto                     |
| 2020 | Yasuyoshi Chiba          | Crisis en Sudán: Voz directa                                  | Un joven sudanés recita poesía en protesta por la crisis en su país durante un apagón. | Foto                     |
| 2021 | Mads Nissen              | Pandemia de COVID-19                                          | Tras cinco meses de confinamiento, una anciana brasileña de 85 años es abrazada por una enfermera protegida con plástico en la residencia Viva Bem, San Pablo, Brasil, en agosto de 2020. | Foto                     |
| 2022 | Amber Bracken            | Los niños fallecidos en la Escuela Residencial de Kamloops    | Una hilera de vestidos colgados en cruces para conmemorar a los 215 niños que murieron en una institución católica para niños indígenas en Columbia Británica, Canadá. | Foto                     |
| 2023 | Evgeniy Maloletka        | Ataque aéreo en el hospital de maternidad Mariúpol            | Iryna Kalinina, mujer embarazada de 32 años, es trasladada tras un ataque ruso al hospital de Mariúpol. Su bebé, llamado Miron, acababa de fallecer, e Iryna murió media hora más tarde. | Foto                     |
| 2024 | Mohammed Salem           | Guerra de Gaza                                                | Una mujer palestina sostiene el cadáver de su sobrina, que murió junto con su madre y su hermana por un misil israelí disparado contra su casa en Jan Yunis, Franja de Gaza. | Foto                     |
| 2025 | Samar Abu Elouf          | Guerra de Gaza                                                | Mahmoud Ajjour un niño palestino de 9 años, que resultó herido durante un ataque israelí contra la ciudad de Gaza en marzo de 2024. Fue mutilado mientras su familia huía de un ataque israelí, el menor regresó para animar a los demás a seguir adelante. Una explosión le amputó un brazo y mutiló el otro. | Foto                     |